# Dendrochilum ecallosum
Dendrochilum ecallosum är en orkidéart som beskrevs av Oakes Ames. Dendrochilum ecallosum ingår i släktet Dendrochilum och familjen orkidéer. Inga underarter finns listade i Catalogue of Life.